# گاز دودکش

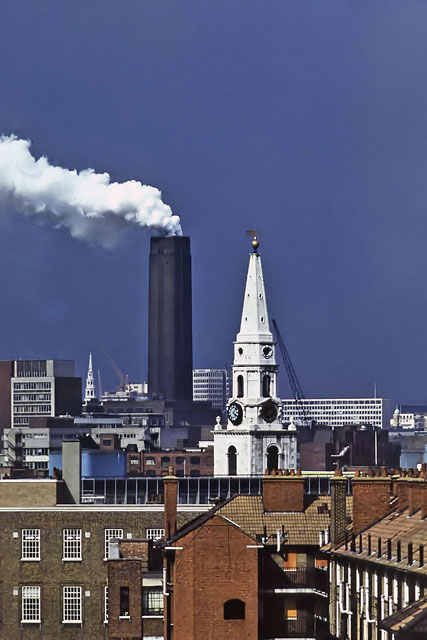
گاز دودکش از نیروگاه Bankside لندن، 1975

گاز دودکش، گازی خروجی به هوا از طریق یک دودکش است که یک لوله و یا کانال برای انتقال گازهای خروجی از یک شومینه، اجاق گاز، کوره، دیگ بخار یا ژنراتور بخار می‌باشد. بیشتر اوقات، گاز دودکش‌ها به گازهای خروجی احتراق تولید شده در نیروگاه‌ها اشاره دارد. ترکیب آن بستگی به این‌که چه‌چیز در حال سوختن است دارد، اما بیشتر شامل نیتروژن (معمولاً بیش از دو سوم) ناشی شده از احتراق هوا، دی‌اکسید کربن (CO2
)، بخار آب و همچنین اکسیژن مازاد (همچنین از احتراق هوا حاصل می‌شود) است. این ماده همچنین حاوی درصد کمی از آلاینده‌ها، مانند ذرات معلق (نظیر دوده)، مونوکسید کربن، اکسیدهای ازت و اکسیدهای گوگرد است.

## پاکسازی گاز دودکش
در نیروگاه‌های برق، گاز دودکش اغلب با یک سری فرایندهای شیمیایی و اسکرابر تصفیه می‌شوند و به این ترتیب آلاینده‌ها را حذف می‌کنند. تصفیه الکترواستاتیک یا فیلتر پارچه‌ای، ذرات معلق و دی اکسید گوگرد را با سوزاندن سوخت‌های فسیلی، به خصوص زغال‌سنگ از بین می‌برند.